# Équipe d'Uruguay de football à la Copa América 1959 (Argentine)
Pour les articles homonymes, voir Équipe d'Uruguay de football à la Copa América 1959.
L'équipe d'Uruguay de football à la Copa América 1959 participe à sa 25e Copa América lors de cette édition 1959 en Argentine qui se tient à Buenos Aires en Argentine du 7 mars au 4 avril 1959.

## Résultats

### Classement final
Les sept équipes participantes sont réunies au sein d'une poule unique où chaque formation rencontre une fois ses adversaires. À l'issue des rencontres, l'équipe classée première remporte la compétition.
|   | Équipe    | Pts | J | G | N | P | BP | BC | Diff |
| - | --------- | --- | - | - | - | - | -- | -- | ---- |
| 1 | Argentine | 11  | 6 | 5 | 1 | 0 | 19 | 5  | +14  |
| 2 | Brésil    | 10  | 6 | 4 | 2 | 0 | 17 | 7  | +10  |
| 3 | Paraguay  | 6   | 6 | 3 | 0 | 3 | 12 | 12 | 0    |
| 4 | Pérou     | 5   | 6 | 1 | 3 | 2 | 10 | 11 | -1   |
| 5 | Chili     | 5   | 6 | 2 | 1 | 3 | 9  | 14 | -5   |
| 6 | Uruguay   | 4   | 6 | 2 | 0 | 4 | 15 | 14 | +1   |
| 7 | Bolivie   | 1   | 6 | 0 | 1 | 5 | 4  | 23 | -19  |

| 8 mars  | Uruguay   | 7 | 0 | Bolivie  |
| 14 mars | Pérou     | 5 | 3 | Uruguay  |
| 18 mars | Uruguay   | 3 | 1 | Paraguay |
| 26 mars | Brésil    | 3 | 1 | Uruguay  |
| 30 mars | Argentine | 4 | 1 | Uruguay  |
| 2 avril | Chili     | 1 | 0 | Uruguay  |

| 8 mars 1959 | Uruguay                                                                               | 7 – 0 | Bolivie | Stade Monumental (Buenos Aires)                          |                                                          |
| | Sasía 5e · Escalada 12e · Guaglianone 17e · Borges 60e, 65e · Douksas 69e · Pérez 89e | (3 - 0) |         | Spectateurs : 35 000 Arbitrage : Alberto da Gama Malcher | Spectateurs : 35 000 Arbitrage : Alberto da Gama Malcher |
| Taibo - Martínez, Rodríguez - Fernández, Gonçalves, Miramontes - Núñez ( 46e Pérez), Aguilera, Guaglianone ( 46e Douksas), Sasía, Escalada ( 46e Borges) | Équipes                                                                               | Soliz ( A. López) - Santos, Burgos - Claure, Vargas ( Ramírez), Sánchez - Camacho, García, Ugarte, R. López, Alcón ( Aguirre) |         | Spectateurs : 35 000 Arbitrage : Alberto da Gama Malcher | Spectateurs : 35 000 Arbitrage : Alberto da Gama Malcher |

| 14 mars 1959 | Pérou                               | 5 – 3 | Uruguay                              | Stade Monumental (Buenos Aires)                |                                                |
| | Loayza 4e, 27e, 42e · Joya 29e, 79e | (4 - 2) | Demarco 2e · Douksas 31e · Sasía 81e | Spectateurs : 40 000 Arbitrage : Carlos Robles | Spectateurs : 40 000 Arbitrage : Carlos Robles |
| Asca - Benítez, Fleming - De la Vega, Fernández, Grimaldo ( Flores) - Gómez Sánchez, Loayza ( Carrasco), Terry ( Montalvo), Joya, Seminario ( 37e) | Équipes                             | Taibo - Martínez, Rodríguez - Fernández ( 46e Davoine), Gonçalves, Miramontes ( 46e Mesías) - Núñez, Demarco, Douksas ( 72e Aguilera), Sasía, Borges |                                      | Spectateurs : 40 000 Arbitrage : Carlos Robles | Spectateurs : 40 000 Arbitrage : Carlos Robles |

| 18 mars 1959 | Uruguay                              | 3 – 1 | Paraguay   | Stade Monumental (Buenos Aires)                |                                                |
| | Demarco 2e · Douksas 37e · Sasía 85e | (2 - 0) | Aveiro 77e | Spectateurs : 70 000 Arbitrage : Carlos Robles | Spectateurs : 70 000 Arbitrage : Carlos Robles |
| Leiva - Alvarez ( 29e Martínez), Silveira - Davoine, Gonçalves, Mesías - Escalada, Demarco, Douksas, Sasía, Borges | Équipes                              | Aguilar ( Casco) - Gini, Lezcano - Villalba, Echagüe, C. Sanabria - I. Sanabria, Insfrán, Aveiro, Cañete ( Parodi), Ré |            | Spectateurs : 70 000 Arbitrage : Carlos Robles | Spectateurs : 70 000 Arbitrage : Carlos Robles |

| 26 mars 1959 | Brésil                       | 3 – 1 | Uruguay      | Stade Monumental (Buenos Aires)                |                                                |
| | Paulo Valentim 62e, 80e, 89e | (0 - 1) | Escalada 36e | Spectateurs : 70 000 Arbitrage : Carlos Robles | Spectateurs : 70 000 Arbitrage : Carlos Robles |
| Castilho ( Gilmar) - Djalma Santos, Bellini - Coronel ( Paulo Valentim), Formiga, Orlando ( 32e) - Garrincha ( Dorval), Didí, Almir ( 32e), Pelé, Chinesinho | Équipes                      | Leiva - Martínez, Silveira - Davoine ( 32e), Gonçalves ( 32e), Mesías - Escalada ( 46e Aguilera), Demarco, Douksas, Sasía, Borges ( 46e Fernández) |              | Spectateurs : 70 000 Arbitrage : Carlos Robles | Spectateurs : 70 000 Arbitrage : Carlos Robles |

| 30 mars 1959 | Argentine                      | 4 – 1 | Uruguay     | Stade Monumental (Buenos Aires)                 |                                                 |
| | Belén 15e, 60e · Sosa 55e, 80e | (1 - 0) | Demarco 85e | Spectateurs : 80 000 Arbitrage : Isidro Ramírez | Spectateurs : 80 000 Arbitrage : Isidro Ramírez |
| Negri - Griffa, Murúa - Lombardo, Cap, Mouriño - Corbatta ( 46e Nardiello), Pizzuti, Sosa, Callá ( 46e Rodríguez), Belén | Équipes                        | Taibo - Martínez, Silveira - Mesías, Castillo, Miramontes - Pérez ( 56e Núñez), Demarco, Douksas, Escalada, Borges |             | Spectateurs : 80 000 Arbitrage : Isidro Ramírez | Spectateurs : 80 000 Arbitrage : Isidro Ramírez |

| 2 avril 1959 | Chili      | 1 – 0 | Uruguay | Stade Monumental (Buenos Aires)                |                                                |
| | Moreno 88e | (0 - 0) |         | Spectateurs : 5 000 Arbitrage : Alberto Tejada | Spectateurs : 5 000 Arbitrage : Alberto Tejada |
| Coloma - R. Sánchez, Valdés - Navarro, Vera, H. Rodríguez - J. Soto, Hoffman ( Tobar), M. Soto, L. Sánchez ( E. Rojas), Moreno | Équipes    | Taibo - Martínez, Davoine - Mesías, Castillo, Mesías - Benítez ( 56e Núñez), Demarco, Douksas ( 46e Guaglianone), Escalada, Borges ( 74e Aguilera) |         | Spectateurs : 5 000 Arbitrage : Alberto Tejada | Spectateurs : 5 000 Arbitrage : Alberto Tejada |

## Navigation